# 무상가한
무상가한(無上可汗)은 유목 국가(遊牧國家)에서 가한(可汗)보다 높은 태상가한(太上可汗)의 칭호(稱號)로 쓰였다. 예를 들어, 696년에 거란(契丹)의 부족장(扶族長)인 이진충(李盡忠)이 자신을 무상가한(無上可汗)이라 칭했다.

## 같이 보기
- 상급왕
- 이진충